# دولت هوویک آبراهامیان
دولت آبراهامیان (انگلیسی: Abrahamyan government) هیئت حاکمه ارمنستان از آوریل ۲۰۱۴ تا سپتامبر ۲۰۱۶ می‌باشد. در آوریل ۲۰۱۴ هوویک آبراهامیان توسط رئیس‌جمهور سرژ سارگسیان به عنوان نخست‌وزیر تعیین شد. این دولت یک دولت ائتلافی بود توسط حزب جمهوری‌خواه ارمنستان، حزب ارمنستان شکوفا، حزب کشور قانونمند و فدراسیون انقلابی ارمنی شکل گرفت. کابینه شامل هشت وزارتخانه و هشت سازمان وابسته بود.

## ساختار

### وزارتخانه‌ها
| پست وزارت                                                  | نام                              | نگاره | حزب | حزب                                           | از تاریخ       | تا تاریخ |
| ---------------------------------------------------------- | -------------------------------- | ----- | --- | --------------------------------------------- | -------------- | -------- |
| نخست‌وزیر                                                   | هوویک آبراهامیان                 |       |     | حزب جمهوری‌خواه ارمنستان                       | آوریل ۲۰۱۴     |          |
| وزیر آموزش و پرورش                                         | لوون مکردجیان                    |       |     | فدراسیون انقلابی ارمنی                        | ۲۴ فوریه ۲۰۱۶  |          |
| وزیر اقتصاد                                                | کارن چشماریتیانآرتسویک میناسیان  |       |     | حزب جمهوری‌خواه ارمنستانفدراسیون انقلابی ارمنی | ۲۴ فوریه ۲۰۱۶  |          |
| وزیر امور خارجه                                            | ادوارد نالباندیان                |       |     | مستقل                                         | ۱۵ آوریل ۲۰۰۸  |          |
| Ministry of Energy and Natural Resources                   | Levon Yolyan                     |       |     | مستقل                                         | ۲۹ فوریه ۲۰۱۶  |          |
| وزیر بهداشت                                                | آرمن مورادیان                    |       |     | مستقل                                         | ۲۳ آوریل ۲۰۱۴  |          |
| Ministry of International Economic Integration and Reforms | واچه گابریلیان                   |       |     | حزب جمهوری‌خواه ارمنستان                       | ۲۸ نوامبر ۲۰۱۴ |          |
| Ministry of Transport and Communication                    | گاگیک بگلاریان                   |       |     | حزب جمهوری‌خواه ارمنستان                       | ۱۶ ژوئن ۲۰۱۲   |          |
| Ministry of Urban Development                              | نارک سارگسیان                    |       |     | مستقل                                         | ۲۳ آوریل ۲۰۱۴  |          |
| وزیر دادگستری                                              | هوهانس مانوکیانآرپینه هوهانیسیان |       |     | جمهوری‌خواه                                    | ۴ سپتامبر ۲۰۱۵ |          |
| وزیر دارایی                                                | گاگیک خاچاتریان                  |       |     | مستقل                                         | ۲۶ آوریل ۲۰۱۴  |          |
| وزیر دفاع                                                  | سیران اوهانیان                   |       |     | مستقل                                         | ۱۴ آوریل ۲۰۰۸  |          |
| Ministry of Diaspora                                       | هرانوش هاکوبیان                  |       |     | حزب جمهوری‌خواه ارمنستان                       | ۱ اکتبر ۲۰۰۸   |          |
| وزیر فرهنگ                                                 | هاسمیک بوغوسیان                  |       |     | مسنقل                                         | ۱ ژوئن ۲۰۰۷    |          |
| وزیر کار و تأمین اجتماعی                                   | آرتم آساتریان                    |       |     | حزب جمهوری‌خواه ارمنستان                       | ۱۶ ژوئن ۲۰۱۲   |          |
| وزیر کشاورزی                                               | سرگئو کاراپتیان                  |       |     | مستقل                                         | ۳۱ دسامبر ۲۰۱۰ |          |
| وزیر محیط زیست                                             | آرامائیس گریگوریان               |       |     | مستقل                                         | ۳۰ ژوئن ۲۰۱۴   |          |
| Ministry of Territorial Administration and Development     | داویت لوکیان                     |       |     | فدراسیون انقلابی ارمنی                        | ۲۴ فوریه ۲۰۱۶  |          |
| Ministry of Sport and Youth Affairs                        | گابریل قازاریان                  |       |     | مستقل                                         | ۳ مه ۲۰۱۴      |          |
| وزارت وضعیت‌های اضطراری ارمنستان                            | آرمن یریتسیان                    |       |     | مستقل                                         | ۲۴ فوریه ۲۰۱۶  |          |
|                                                            | آرمن گئورگیان                    |       |     | مستقل                                         |                |          |

### سازمان‌های وابسته
| سازمان وابسته                                               | سرپرست              | Since in office | حزب   |
| ----------------------------------------------------------- | ------------------- | --------------- | ----- |
| General Department of Civil Aviation                        | Artyom Movsesyan    | ۴ مه ۲۰۰۴       | مستقل |
| National Security Service                                   | Georgi Kutoyan      | ۱۲ فوریه ۲۰۱۶   | ---   |
| State Nuclear Safety Regulatory Committee by the Government | Ashot Martirosyan   | ۱۷ سپتامبر ۲۰۰۸ | مستقل |
| Police                                                      | Vladimir Gasparyan  | ۱ نوامبر ۲۰۱۱   | ---   |
| State Committee of the Real Estate Cadastre                 | Martin Sargsyan     | ۳ ژوئن ۲۰۱۴     | RPA   |
| State Property Management Department                        | Arman Sahakyan      | ۲۲ ژوئن ۲۰۱۱    | RPA   |
| State Revenue Committee                                     | Hovhannes Hovsepyan | ۳ مارس ۲۰۱۶     | RPA   |